# Unlur
Unlur es un juego entre dos personas que van colocando por turnos fichas sobre un tablero hexagonal. Cada jugador tiene un objetivo diferente para conseguir la victoria. Se clasifica como juego de tablero abstracto, de conexión y de fuerzas desiguales.

Diagrama de un tablero de Unlur con lados de 8 casillas
Se distinguen con distinto color los laterales

Diagrama de un tablero de Unlur con lados de 6 casillas.
Se distinguen con distinto color los laterales

## Reglas

Las negras han formado una Y que une
tres laterales alternos y gana la partida.

Se juega sobre un tablero hexagonal formado por casillas hexagonales, normalmente de 6 casillas por lado, aunque son posibles otros tamaños.
Inicialmente el tablero está vacío y se van colocando por turnos fichas de un único color, típicamente fichas de color negro, hasta que un jugador pasa asignándose de esta forma las fichas negras y asignando al otro jugador las otras fichas, típicamente blancas. El jugador con las fichas blancas continúa jugando y se van colocando fichas sobre casillas desocupadas del tablero por turnos.
El jugador que lleva las fichas blancas gana si consigue formar una línea de fichas que conecte dos lados del tablero opuestos.
El jugador que lleva las fichas negras gana si consigue formar una línea de fichas que conecte tres lados del tablero alternos.
Para evitar los empates, si un jugador cumple con sus fichas el objetivo del adversario, pierde la partida. Si cumple los dos objetivos simultáneamente, gana la partida.

## Historia
Este juego inventado por Jorge Gómez Arrausi fue el ganador de la segunda edición de la Annual Game Design Competition en 2002 cuyo tema ese año era el diseño de juegos de fuerzas desiguales. La competición fue organizada por la revista Abstract Games, About Board Games, y la Strategy Gaming Society.